# EC 1.16.3
La EC 1.16.3 è una sotto-sottoclasse della classificazione EC relativa agli enzimi. Si tratta di una sottoclasse delle ossidoreduttasi che include enzimi che ossidano ioni metallici con ossigeno come accettore.

## Enzimi appartenenti alla sotto-sottoclasse
| numero EC   | nome accettato |
| ----------- | -------------- |
| EC 1.16.3.1 | ferrossidasi   |